# Nel giardino delle rose
Nel giardino delle rose è un film italiano del 1990 diretto da Luciano Martino.